# RFA King Salvor (A291)
Le RFA King Salvor (A291), initialement HMS King Salvor (W191), était le navire de tête d’une classe de douze navires de sauvetage de la Royal Fleet Auxiliary. Un treizème navire a été achevé en tant que navire de sauvetage de sous-marins HMS Reclaim pour la Royal Navy.
Le King Salvor a été construit par William Simons & Co Ltd. de Renfrew en tant que RFA Allegiance, lancé le 18 mai 1942, et mis en service le 17 juillet 1942.
Le navire a été converti en navire de sauvetage sous-marin et en navire cible, et renommé HMS Kingfisher, en avril 1954.
Désarmé en 1960, le navire a été vendu à la marine argentine en décembre 1960 et renommé Tehuelche en 1961, puis Guardiamarina Zicari en 1963. Il a été éliminé en 1974.